# Hang Yin
Hang Hubert Yin (5 luglio 1976) è un biochimico statunitense.
È professore di chimica presso il Dipartimento di Chimica e Biochimica ed un membro dell'Istituto BioFrontiers dell'Università del Colorado a Boulder, vincitore di diversi premi destinati a giovani ricercatori per le sue ricerche nel campo della biologia chimica e la scoperta di nuovi farmaci.

## Biografia
Hang Hubert Yin è stato studente presso la Scuola Superiore dell'Università di Pechino. Dopo aver conseguito il diploma di laurea presso l'Università di Pechino, ha ricevuto il dottorato di ricerca presso Yale University, New Haven nel 2004 (supervisore: Prof. Andrew D. Hamilton, FRS). Ha  poi trascorso un periodo di post-dottorato presso University of Pennsylvania School of Medicine, sotto la supervisione del professor William DeGrado.
Nel 2007, è stato nominato Assistente Professore di Chimica e Biochimica presso l'Università del Colorado a Boulder. È membro del University of Colorado Cancer Center, del BioFrontiers Istitut e del Center of Neuroscience presso l'Università del Colorado. 
Gli interessi della ricerca del professore Yin vertono sull'interesse interdisciplinare tra chimica, biologia ed ingegneria con particolare enfasi sulla creazione di medicinali sviluppati grazie alla conoscenza della struttura tridimensionale delle molecole di interesse, biochimica della trasduzione del segnale, sviluppo biotecnologico e simulazioni di proteine di membrana.

## Contributi
Il gruppo professore Yin ha dimostrato il ruolo della morfina, che legata alla proteina MD2 provoca la stessa a legarsi ad un recettore del sistema immunitario chiamato toll-like receptor 4 (TLR4). L'attivazione del recettore TLR4 da parte della morfina attenua la soppressione del dolore dovuto agli oppioidi e favorisce lo sviluppo di tolleranza e dipendenza agli stessi, ed altri negativi effetti collaterali come la depressione respiratoria. Il gruppo del professore Yin  ha sviluppato possibili molecole come candidati farmaci in grado di migliorare l'uso di oppioidi alla base delle terapie della gestione del dolore.

## Premi
- American Chemical Society David W. Robertson Award for Excellence in Medicinal Chemistry (2016)[5]
- CAPA Distinguished Junior Faculty Award (2012)[6]
- SU2C IRG Award (2010)[7]
- National Science Foundation CAREER Award (2010)[8]
- American Association for Cancer Research Gertrude B. Elion Cancer Research Award (2009)[9]
- University of Colorado New Inventor of the Year (2009)[10]
- National Institutes of Health ECHEM Award (2009)
- National Institutes of Health CEBRA Award (2009)
- Sidney Kimmel Scholars Award (2008)[11]